# Matthew Brettingham
Matthew Brettingham (* 1699; † 1769), manchmal auch Matthew Brettingham der Ältere genannt, war einer der bekanntesten britischen Architekten seiner Zeit. Von seinen Bauten sind viele jedoch im Laufe der Jahrhunderte zerstört oder umgebaut worden. In London, wo er die Bauweise der großen Stadthäuser maßgeblich beeinflusste, ist keines der von ihm errichteten Häuser öffentlich zugänglich. Aus diesem Grund wird er heute als Architekt häufig übersehen. Man erinnert sich gelegentlich noch an ihn wegen der zahllosen Landhäuser, die er im Stil des Palladianismus umbaute. Viele finden sich heute noch in East Anglia, England. Auf dem Höhepunkt von Brettinghams Karriere wurde der Palladianismus unmodern und der Klassizismus kam in Mode, der von dem jungen Robert Adam propagiert wurde.

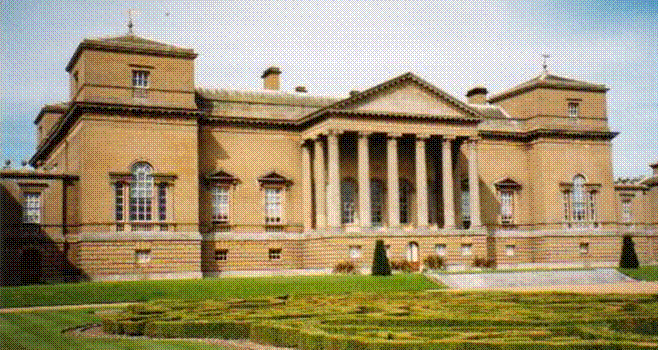
Holkham Hall

## Leben

### Frühe Jahre
Matthew Brettingham wurde 1699 geboren. Sein Vater war Launcelot Brettingham, ein Maurer, der in Norwich in Norfolk, England, lebte. Über Matthew Brettinghams frühes Leben und seine Familie ist ansonsten wenig bekannt. Eines der frühesten Dokumente, die ihn nennen, stammt aus dem Jahr 1719, dem Jahr, in dem er und sein Bruder Robert sich das Recht erwarben, in Norwich ebenfalls als Maurer arbeiten zu dürfen. Überliefert ist auch eine Kritik eines Zeitgenossen aus dieser Zeit. Er behauptete, dass Brettinghams Arbeit so armselig sei, dass sie nicht die neun Schillinge Wert wäre, die er als Maurer pro Woche erhielte. Wie immer es um die Qualität seiner Arbeit bestellt war, Matthew Brettingham arbeitete sehr bald als selbständiger Bauunternehmer oder Handwerksmeister (contractor).

### Arbeit als Bauunternehmer
Während des frühen 18. Jahrhunderts waren Bauunternehmer für viel mehr als heute zuständig, denn often entwarfen und bauten sie das Gebäude und waren auch alle Details seiner Errichtung bis zur Fertigstellung zuständig. Architekten – oft surveyor (Gutachter) genannt – wurden nur für die größten und prachtvollsten Gebäude herangezogen. Bereits 1730 wurde der Begriff surveyor auch auf Brettingham angewendet, und tatsächlich entwarf er zu dieser Zeit bereits bedeutendere Gebäude. Für das Jahr 1731 ist belegt, dass er 112 £ für seine Arbeit am Gefängnis der Stadt Norwich erhielt. Bis 1740 erhielt er von Verwaltungsbehörden in Norwich regelmäßig Aufträge für die Errichtung öffentlicher Gebäude und Brücken. Eines der Projekte aus dieser Zeit war der Umbau des Shire House in Norwich. Brettingham sollte das Haus umbauen und die Bauausführung überwachen. Die Arbeit zog einen langwierigen Gerichtsprozess nach sich, der sich durch den größten Teil von Brettinghams Leben hinzog. Vorgeworfen wurden ihm finanzielle Unregelmäßigkeiten. Erst 1755 wurde der Fall abgeschlossen, der Brettingham mehrere hundert Pfund kostete und seinen Ruf schädigte – wenn auch möglicherweise nur im Gebiet von Norwich. Gerichtsaufzeichnungen weisen darauf hin, dass Brettingham seinen Bruder Robert als Subunternehmer beschäftigt hatte und die finanziellen Unregelmäßigkeiten auf seinen Bruder zurückzuführen waren.

### Aufstieg zum Architekt

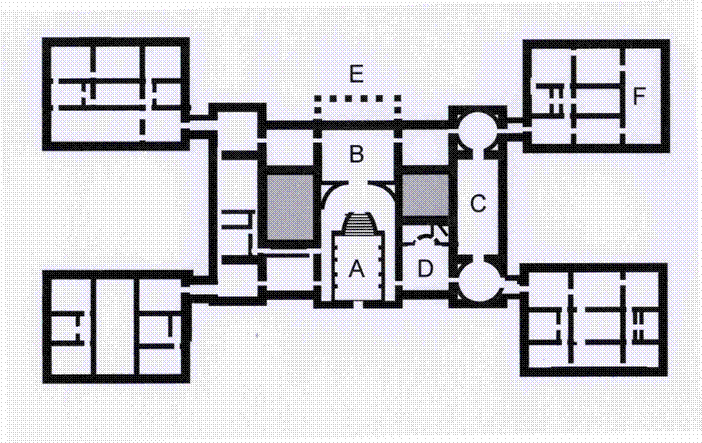
Holkham Hall – Plan

Es gibt keine Hinweise darauf, dass Brettingham jemals formal Architektur studierte oder ins Ausland gereist ist. Das britische Dictionary of National Biography schreibt ihm allerdings zwei Reisen ins Ausland zu. Dies ist aber vermutlich auf eine Verwechselung mit Brettinghams Sohn Matthew Brettingham dem Jüngeren zurückzuführen.
Seine erste große Gelegenheit, als Architekt tätig zu werden, verdankte Brettingham einem reichen jungen Landedelmann, Thomas Coke (1697–1759). Coke erhielt 1729 den Titel eines Baron Lovell, of Minster Lovell, und wurde 1744 zum Earl of Leicester erhoben. Auf einer mehrjährigen Grand Tour durch den Kontinent hatte er unermessliche Kunstschätze erworben (darunter Leonardos als Codex Leicester bekanntes Skizzenbuch, heute im Besitz von Bill Gates) und brannte darauf, ein großes Landhaus als Aufbewahrungsort für diese Dinge zu erbauen.
Die ältesten erhaltenen Pläne für diesen Bau, Holkham Hall, stammen aus Brettinghams Hand; er erhielt 1726 ein Honorar von 10 Guineen dafür (nach heutiger Kaufkraft rund 1500 Pfund). Es wäre aber verfehlt, in ihm deshalb auch den geistigen Urheber des Entwurfes zu vermuten. Thomas Coke selbst war die treibende Kraft des Konzeptes, und Brettingham war sein Adlatus und Clerk of Works, Aufseher über die Arbeiten. Mit dem Tode Cokes im Jahr 1759 verlor Brettingham seinen Posten; Cokes Witwe baute das Schloss bis 1765 zu Ende.
Dank der hervorragenden Kontakte seines Patrons Leicester kam Brettingham auch zu anderen Aufträgen, wobei er sich immer wieder als kompetent, aber wenig originell erwies.
1740 wurde Brettingham damit beauftragt, Langley Hall umzubauen und zu modernisieren. Langley Hall war ein großes Gutshaus, das im Süden Norfolks in einer großzügigen Gartenanlage stand. Brettinghams Entwurf für dieses Gutshaus ähnelte dem für Holkham Hall, wenn auch in einer deutlich reduzierten Größe. Langley Hall sollte einen großen zentralen Bau erhalten, der von zwei nachgeordneten seitlichen Flügeln flankiert wurde. Der Zentralbau und die Flügel waren durch kurze Galerien miteinander verbunden. Die Ecktürme, die heute diesen Bau zieren, gleichen zwar denen, die Brettingham später für Euston Hall errichten ließ. Sie sind jedoch die Ergänzung eines späteren Besitzers, der selber Architekt war. Auch die klassizistischen Nebenbauten, die heute das Haus ergänzen, sind eine spätere Hinzufügung durch den Architekten John Soane.

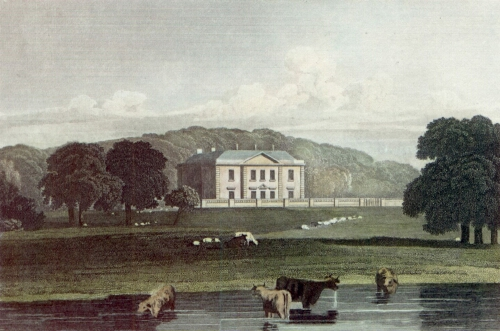
Gunton Park mit Gunton Hall

1745 übernahm Brettingham die Errichtung von Hanworth Hall, einem Ziegelbau im Stil des Palladianismus mit einer Fassade aus fünf Fensterachsen. Die drei mittleren Fensterachsen treten als Risalit aus der Fassade hervor und sind von einem Dreiecksgiebel überwölbt. Im selben Jahr entwarf Brettingham auch Gunton Hall in Norfolk für Sir William Harbourd. Der vorherige Bau war 1742 durch ein Feuer zerstört worden. Auch das neue Ziegelhaus hatte eine Hauptfassade mit fünf Fensterachsen, von denen die drei mittleren Fenster erneut durch einen Risalit hervorgehoben und durch einen Dreiecksgiebel überwölbt waren. Trotz der gleich großen Hauptfassade war Gunton Hall mit der aus sieben Fensterachsen bestehenden Seitenfassade größer als Hanworth Hall. Im Westen schloss sich ein Wirtschaftstrakt an das Haus an.

### Stadthäuser in London
Das Jahr 1747 stellt einen Wendepunkt in der Karriere Brettinghams dar. Er arbeitete nicht mehr nur für die Landadligen Norfolks, sondern erhielt Aufträge auch aus dem englischen Hochadel. 1750 erhielt er seinen bis dato bedeutendsten Auftrag. Erneut lag die Baustelle allerdings in East Anglia. Brettingham sollte den in Norfolk gelegenen Landsitz des einflussreichen Charles FitzRoy, 2. Duke of Grafton, umbauen. Der Originalbau war 1666 rund um einen großen Innenhof errichtet worden, wobei die Ecktürme jeweils von Kuppeln überwölbt waren. Brettingham behielt die ursprüngliche Bebauung bei, wendete aber die strengere Formensprache des Palladianismus an. Unter anderem wurden die Fassaden der Ecktürme neu gegliedert und die Kuppeln durch niedrige Walmdächer ersetzt, die denen von Holkham Hall glichen. Brettingham umbaute außerdem einen weiteren Hof, der als Wirtschaftshof diente. Heute hat dieser Hof die Funktion des sogenannten Ehrenhofes zum Haupthaus, da von Euston Hall nur ein Teil der Bauten erhalten geblieben ist.
Der Umbau an Euston Hall machte eine Reihe sehr wohlhabender Bauherren auf Brettingham aufmerksam. Unter anderem beauftragte Charles Wyndham, 2. Earl of Egremont, Brettingham 1754 mit der Errichtung einer Gemäldegalerie für Petworth House, West Sussex. Einer seiner wichtigsten Bauten war jedoch die Errichtung eines Stadthauses für Edward Howard, 9. Duke of Norfolk, am St. James’s Square in London. Der 1756 fertiggestellte Bau glich äußerlich den großen Palästen italienischer Städte. Die Fassade war schlicht, verzichtete auf Säulen und betonte nur die zentralen Fensterachsen durch ein Risalit. Einige Kritiker empfanden die Bauweise als zu schlicht und bezeichneten die Fassade als fade.
Die Art und Weise, wie die Raumfluchten des Norfolk Houses angelegt waren, bestimmte jedoch die Bauweise Londoner Stadthäuser für das nächste Jahrhundert. Auf der Etage, die für Repräsentationszwecken genutzt wurde (sogenanntes piano nobile), umgab eine Flucht von Empfangsräumen ein großes Treppenhaus, wobei sich das Treppenhaus an der Stelle befand, an der sich bei traditionellen italienischen Palastbauten der Innenhof oder die zweistöckige Empfangshalle befand.
Bei der Raumführung, die Brettingham entwarf, begrüßten bei großen Empfängen die Gastgeber ihre Gäste am Fuß der zentralen Treppe. Von dort aus konnten die Gäste weiter in die Empfangsräume geleitet werden, ohne dass sie den nach ihm eintreffenden Gästen begegneten. Jeder Empfangsraum führte in den nächsten und hatte gleichzeitig eine Tür zu dem zentralen Treppenhaus. Diese Bauweise erlaubte auch kleinere Empfänge, bei denen nur ein oder zwei Räume genutzt wurden. Zuvor hatten Gäste eine Flucht kleinerer Räume durchqueren müssen, bevor sie den Hauptsalon erreichten. Mit der kompakten Bauweise, die Brettingham hier umsetzte, kam er dem Idealentwurf eines typischen palladianischen Landhauses sehr nahe. Die Prinzipien, die Andrea Palladio einst für einen ländlichen Rückzugsort entwickelt hatte, adaptierte Brittingham jedoch entsprechend den Bedürfnissen der britischen Aristokratie an ein Stadthaus. Während italienische Adeligen in der Regel einen großen Stadtpalast und ein kleines Landhaus unterhielten, war es für den britischen Adel umgekehrt. Die britischen Landschlösser waren häufig sehr weitläufig; die Stadthäuser vergleichsweise klein, hatten jedoch wichtige repräsentative Funktionen. Das Konzept, das Brettingham hier umsetzte, wurde später von Robert Adam aufgegriffen und weiterentwickelt.
Charles Wyndham, 2. Earl of Egremont, für den Brettingham Petworth House umgebaut hatte, gab Brettingham auch den nächsten bedeutenden Auftrag für ein Londoner Stadthaus. Das heute Cambridge House genannte Palais wurde 1756 bis 1760 erbaut und ist eines der wenigen großen Londoner Stadthäuser, die heute noch stehen. Bekannt wurde es Sitz des Naval & Military Club, den es bis 1999 beherbergte.

### Kedleston Hall
Nachdem Sir Nathaniel Curzon den Entwurf des renommierten Architekten James Gibbs für einen großen und repräsentativen Landsitz abgelehnt hatte, erhielt Brettingham 1759 den Auftrag, diesen Bau zu entwerfen und auszuführen. Der Bau sollte ähnlich groß wie Holkham Hall werden – ausdrücklicher Wunsch Curzons war es, dass der Bau in seiner Pracht dem in Wunsch der Nähe befindlichen Chatsworth House entsprechen sollte. Hintergrund dieses Wunsches waren politische Rivalitäten. Curzon war ein Tory, der einer sehr alten Derbyshire-Familie entstammte. Chatsworth House dagegen gehörte dem Duke of Devonshire, der zu den Whigs zählte und dessen Familie erst seit zweihundert Jahren in diesem County ansässig waren. Allerdings war Curzon dem Duke weder vom Titel noch vom Einfluss oder Reichtum ebenbürtig. Kedleston Hall wurde letztendlich niemals fertiggestellt.
Für Brettingham hätte dieser Auftrag den Höhepunkt seiner Karriere darstellen können. Anders als bei Holkham Hall wäre ihm allein der Ruhm der Erbauung dieses Landsitzes zugekommen. Brettinghams Entwurf für Kedleston Hall basierte auf einem Plan von Andrea Palladio für die niemals errichtete Villa Mocenigo. Ähnlich wie bei Holkham Hall sollte ein zentraler Bau von vier Seitenflügeln umgeben werden. Jeder Seitenflügel glich dabei in seinem Äußeren einem kleinen Landhaus und war durch Galerien mit dem Haupthaus verbunden. Von Beginn an übertrug jedoch Curzon einzelne Bauabschnitte an mit Brettingham konkurrierende Architekten. Noch während Brettingham 1759 die erste Bauphase überwachte, in der das Wohnhaus der Curzon-Familie entstehen sollte, beauftragte Curzon den Architekten James Paine mit der Errichtung des Küchenblocks. Paine erhielt auch den Auftrag, die Errichtung von Brettinghams großer Nordfassade zu überwachen. Dies geschah zu einer Zeit, als der Palladianismus zugunsten des Klassizismus zunehmend aus der Mode kam. Einer der wichtigsten Vertreter des Klassizismus war Robert Adam, den Curzon bereits 1758 kennengelernt hatte. Der junge Architekt war gerade aus Rom nach Großbritannien zurückgekehrt und Curzon war so beeindruckt von ihm, dass er ihm den Entwurf einiger der Gartenpavillons für Kedleston Hall anvertraute. Die Arbeiten, die Adam ablieferte, waren so überzeugend, dass Curzon ihm im April 1760 die gesamten Arbeiten an Kedleston Hall übertrug und Brettingham und Paine von ihrer Arbeit entband. Adam vollendete die Nordfassade des Haupthauses weitgehend nach dem Entwurf von Brettingham. Während Brettingham jedoch acht Säulen für das Nordportal vorgesehen hatte, reduzierte Adam die Anzahl auf sechs Säulen und erreichte damit eine dramatischere Wirkung. Auch in der gesamten Bauausführung setzte Adam weitgehend den ursprünglichen Bauplan von Brettingham fort, wenn auch nur zwei der ursprünglich vier Seitenflügel gebaut wurden.
Trotz dieses Rückschlags erhielt Brettingham 1760 einen Auftrag von seinem bis dahin distinguiertestem Kunden. Eduard August, Herzog von York und Albany, Bruder des britischen Königs Georg III., beauftragte Brettingham mit der Errichtung eines großen Stadthauses an der Pall Mall. Das als York House bekannte Gebäude, das Brettingham baute, entsprach den Prinzipien eines Palladianischen Hauses. Ähnlich wie beim Norfolk Haus waren die repräsentativen Räume rund um ein großes Treppenhaus angesiedelt und im Prinzip stellte es nur eine Abwandlung dieses Baus dar. Da aber ein Mitglied des britischen Königshauses sein Bewohner war, war dieser Bau einer der Höhepunkte in der Karriere Brettinghams. Es ist auch eines der letzten großen Häuser, dessen Fertigstellung Brettingham noch erlebte. Brettingham starb 1769. 1780 wurde das York House von Robert Adams im klassizistischen Stil umgebaut.

## Nachwirkung
Während seiner langen Karriere trug Brettingham viel dazu bei, die Bauprinzipien des Palladianismus populär zu machen. Unter seinen Kunden befanden sich mit dem Duke of York nicht nur ein Mitglied des britischen Königshauses, sondern auch mindestens 21 Mitglieder des britischen Hochadels. Dass sein Name heute weitgehend unbekannt ist, ist unter anderem darauf zurückzuführen, dass die Landhäuser, die er entwarf, stark von den Architekten Kent und Burlington beeinflusst waren. Anders als sein Zeitgenosse Giacomo Leoni entwickelte er keinen eigenen, wieder erkennbaren Stil. Letztendlich wurde er und die meisten seiner zeitgenössischen Architekten von den Bauwerken Robert Adams überstrahlt. Nachdem Adam Kedleston Hall fertiggestellt hatte, löste er James Paine als Architekt auch bei der Nostell Priory, Alnwick Castle und Syon House ab. Adam und Paine blieben trotzdem Freunde, während über Brettinghams Beziehung zu seinen Kollegen nichts bekannt ist.
Brettinghams Hauptbeitrag zur Architekturgeschichte ist wahrscheinlich sein Einfluss auf das Design der großen Londoner Stadthäuser mit ihrem zurückhaltenden Außenfassaden und ihren gleichzeitig funktionellen wie luxuriösen Empfangsräumen. Sie erlaubten die Bewirtung von Gästen in einem heute kaum noch nachvollziehbaren verschwenderischen Maßstab. Diese aus jetziger Sicht anachronistischen Paläste sind mittlerweile entweder zerstört oder für andere Zwecke umgebaut worden, der breiten Öffentlichkeit nicht zugänglich und damit unbekannt. Bekannter sind dagegen die Gebäude, für deren Umbau Brettingham verantwortlich zeichnete. Aus diesem Grund ist Brettingham heute eher als Änderer denn als Errichter von Landhäusern bekannt.
Dass Brettingham während seiner Lebzeiten beruflich sehr erfolgreich war, steht außer Zweifel. Robert Adam schätzte, dass Brettingham seinem Sohn Matthew für dessen Grand Tour durch Europa etwa 15.000 Pfund mitgab – für damalige Zeiten eine enorme Summe. Ein Teil der Summe sollte wahrscheinlich für den Erwerb von Statuen in Italien verwendet werden, um damit Holkham Hall auszustatten. Der monumentale Landsitz, der bis heute erhalten geblieben ist und dessen Entwurf nicht wirklich Brettingham zugeschrieben werden kann, ist heute das Gebäude, in dessen Zusammenhang Brettingham am häufigsten erwähnt wird.